# Patrick Andrade
Erickson Patrick Correia Andrade (ur. 9 lutego 1993 w Prai) – kabowerdyjski piłkarz, grający na pozycji pomocnika. W sezonie 2021/2022 zawodnik Qarabağu FK. Reprezentant kraju. Posiada również obywatelstwo Portugalii.

## Kariera klubowa
Zaczynał karierę w Sportingu Praia w 2010. W sezonie 2011/2012 zdobył z tą drużyną tytuł mistrza kraju.
1 stycznia 2013 trafił do Desportivo Praia. Z tym klubem zajął 4. miejsce w lidze.
1 lipca 2013 trafił do GD Ribeirão, gdzie rozegrał 3 mecze.
1 stycznia 2014 trafił na wypożyczenie do GD Joane, gdzie rozegrał 23 mecze i strzelił 2 gole.
Po powrocie z wypożyczenia na koniec sezonu, trafił do Moreirense FC. W tym zespole zadebiutował 22 marca 2015 w meczu przeciwko CS Marítimo, zremisowanym 1:1, grając ostatnie 13 minut. Pierwszą asystę zaliczył 23 maja w meczu przeciwko FC Arouca, wygranym 1:2. Asystował przy golu w 32. minucie. Łącznie w tym zespole zagrał 9 ligowych meczów, zaliczając jedna asystę.
12 lipca 2016 został wypożyczony do FC Famalicão. W tym zespole zadebiutował 6 sierpnia 2016 w meczu przeciwko Leixões SC, zremisowanym bezbramkowo, grając 30 minut. Pierwszą asystę zanotował 23 października w meczu przeciwko CF Unią Madeira, wygranym 2:0. Asystował przy golu w 86. minucie. Łącznie w tym klubie zagrał w 9 ligowych meczach, zaliczając jedną asystę.
3 lutego 2017 ponownie został wypożyczony, tym razem do SC Salgueiros. W tym okresie gry w tym klubie zagrał w 10 spotkaniach, strzelając 2 gole.
22 sierpnia 2017 trafił na stałe do zespołu z Porto. Zagrał tam 27 meczów, strzelił jednego gola.
1 lipca 2018 został zawodnikiem Czerno More Warna. W tym zespole zadebiutował 30 lipca 2018 w meczu przeciwko Lewskiemu Sofia, zremisowanym 2:2, grając 65 minut. Pierwszego gola strzelił 12 dni później w spotkaniu przeciwko Etyrowi Wielkie Tyrnowo, zremisowanym 1:1. Do siatki trafił w 51. minucie. Pierwszą asystę zaliczył 27 lipca 2018 również w meczu przeciwko Etyrowi Wielkie Tyrnowo, także zremisowanym 1:1. Asystował przy golu w 23. minucie. Łącznie w Bułgarii zagrał w 44 ligowych spotkaniach, strzelił 3 gole i zanotował 2 asysty.
28 sierpnia 2020 trafił do Qarabağu FK za 150 tysięcy euro. W tym zespole zadebiutował 20 września 2020 w meczu przeciwko Neftchi Baku, przegranym 1:2, grając cały mecz. Pierwszego gola i asystę strzelił i zaliczył 17 października w meczu przeciwko Qəbəli FK, wygranym 3:0. Najpierw sam strzelił gola w 89. minucie, a następnie asystował przy golu Torala Bayramova 2 minuty później.

## Kariera reprezentacyjna
W ojczystej reprezentacji Patrick Andrade zadebiutował 10 października 2020 w meczu przeciwko Gwinei, przegranym 1:2. Zagrał 67 minut.